# Анджелич, Александар
Александар Анджелич (серб.  Aleksandar Anđelić / Александар Анђелић, 16 октября 1940, Бачка-Паланка, Королевство Югославия — 24 марта 2021) — югославский сербский хоккеист и хоккейный тренер. Известен по работе с клубами Нидерландов и Германии, а также со сборной Югославии и юниорской сборной Сербии.

## Биография
Как игрок, Анджелич выступал на позиции нападающего за столичный «Партизан». Выступал в Нидерландах за клубы «Ден Бос», «Тиббург Трепперс» и «Неймеген». За сборную Югославии провёл свыше 40 матчей, выступал на зимних Олимпийских играх 1964 года — дебютных для сборной Югославии. Тренировал клубы Нидерландов («Неймеген Девилз», «Херенвен Флайерс», «Роттердам Панда’с», «Тайгерс Амстердам» и «Ден Босх»), Германии («Швеннингер Уайлд Уингз», «Эссен Москитоз», «Деггендорф» и «Грефратер»), Швейцарии («Кур» и «Рапперсвиль-Йона»). Работал инструктором в одной из хоккейных школ около Торонто, ныне является одним из сотрудников руководства хоккейной лиги «Торонто Медполис», где соревнуются 32 школьные команды. В сезоне 2011/2012 руководил юниорской сборной Сербии на чемпионате мира во втором дивизионе 2012 года. Помогал сборной во время чемпионата мира 2015 года.
24 марта 2021 года Александар Анджелич скончался в одном из госпиталей Белграда, в котором он неделю находился в коме. Он сдал положительный тест на COVID-19.